# Kensaku Omori
Kensaku Omori (大森 健作?, Omori Kensaku; Prefettura di Ehime, 21 novembre 1975) è un ex calciatore giapponese, di ruolo difensore.